# J. Terry Williams
J. Terry Williams (* 25. August 1930; † 22. März 2015) war ein US-amerikanischer Filmeditor.

## Leben
J. Terry Williams sammelte erste Erfahrungen in Hollywood als Assistent von Filmeditoren wie Aaron Stell, dem er beim Filmschnitt der Literaturverfilmung Wer die Nachtigall stört (1962) zur Hand ging. Für die Doris-Day-Rock-Hudson-Komödie Schick mir keine Blumen war er 1964 erstmals als eigenständiger Editor verantwortlich. Für die Arbeit an seinem nächsten Film Die Russen kommen! Die Russen kommen! erhielt Williams 1967 zusammen mit Hal Ashby eine Nominierung für den Oscar in der Kategorie Bester Schnitt. Hatte er bei Alfred Hitchcocks Thriller Psycho (1960) noch als Assistent des Editors George Tomasini gearbeitet, war er 1976 für Hitchcocks letzten Film Familiengrab allein für den Schnitt verantwortlich. Ab 1956 war er Mitglied der Motion Picture Editors Guild.
Mit seiner Frau Merlene lebte Williams in Laguna Hills, Kalifornien.

## Filmografie (Auswahl)
- 1964: Schick mir keine Blumen (Send Me No Flowers)
- 1966: Die Russen kommen! Die Russen kommen! (The Russians Are Coming, the Russians Are Coming)
- 1967: 25 000 Dollar für einen Mann (Banning)
- 1967: Der Etappenheld (The Secret War of Harry Frigg)
- 1968: Jedes Kartenhaus zerbricht (House of Cards)
- 1969: Grüne Augen in der Nacht (Eye of the Cat)
- 1970: Das Wespennest (Hornets’ Nest)
- 1971: Heißkaltes Blut (The Beloved)
- 1971–1972: The Bold Ones: The Lawyers (TV-Serie, drei Folgen)
- 1972: Zum Teufel mit Hosianna (The Wrath of God)
- 1972: Columbo: Wenn der Eismann kommt (The Most Crucial Game) (TV-Reihe)
- 1973: Ein Sheriff in New York (McCloud) (TV-Serie)
- 1973: Der Chef (Ironside) (TV-Serie, eine Folge)
- 1973: McMillan & Wife (TV-Serie, zwei Folgen)
- 1974: Ein Android wird gejagt (The Questor Tapes) (TV-Film)
- 1974: Giganten am Himmel (Airport 1975)
- 1976: Familiengrab (Family Plot)
- 1977: Verschollen im Bermuda-Dreieck (Airport ’77)
- 1978: Feuer aus dem All (A Fire in the Sky) (TV-Film)
- 1980: Hebt die Titanic (Raise the Titanic)
- 1981: Goliath – Sensation nach 40 Jahren (Goliath Awaits)
- 1984–1986: Die Fälle des Harry Fox (Crazy Like a Fox) (TV-Serie, fünf Folgen)
- 1985: Wo warst du damals, Claire? (The Other Lover) (TV-Film)
- 1986: Verlangen nach Liebe (Intimate Encounters) (TV-Film)
- 1987: Die Fälle des Harry Fox: Der Schrecken von London (Still Crazy Like a Fox) (TV-Film)
- 1988: Der gnadenlose Jäger (The Tracker)
- 1991: Dark Shadows (TV-Serie, vier Folgen)
- 1991: Chaos in Hollywood (The Hit Man) (TV-Film)

## Auszeichnungen
- 1967: Nominierung für den Oscar in der Kategorie Bester Schnitt zusammen mit Hal Ashby für Die Russen kommen! Die Russen kommen!
- 1972: Nominierung für den Emmy in der Kategorie Bester Schnitt zusammen mit Richard Bracken und Gloryette Clark für die Serie The Bold Ones: The Lawyers
- 1985: Nominierung für den Emmy in der Kategorie Bester Schnitt für die Serie Die Fälle des Harry Fox